# Evgenija Lamonova
Evgenija Alekseevna Lamonova (in russo Евгения Алексеевна Ламонова?; Kurčatov, 9 agosto 1983) è una schermitrice russa, vincitrice di una medaglia d'oro nella scherma ai giochi olimpici.

## Palmarès

### Risultati élite
In carriera ha ottenuto i seguenti risultati:
Giochi olimpici
Individuale
A squadre
- Oro nel fioretto a Pechino 2008

Mondiali
Individuale
A squadre
- Oro nel fioretto a L'Avana 2003
- Argento nel fioretto a San Pietroburgo 2007
- Oro nel fioretto a Catania 2011

Europei
Individuale
- Oro nel fioretto a Gand 2007
- Argento nel fioretto a Lipsia 2010
- Bronzo nel fioretto a Sheffield 2011

A squadre
- Bronzo nel fioretto a Bourges 2003
- Argento nel fioretto a Copenaghen 2004
- Argento nel fioretto a Gand 2007
- Bronzo nel fioretto a Lipsia 2010
- Argento nel fioretto a Sheffield 2011